# Lillejen
Lillejen är en sjö i Rättviks kommun i Dalarna och ingår i Dalälvens huvudavrinningsområde. Sjön har en area på 0,843 kvadratkilometer och ligger 291,2 meter över havet.

## Delavrinningsområde
Lillejen ingår i det delavrinningsområde (680832-146872) som SMHI kallar för Mynnar i Storejen. Medelhöjden är 334 meter över havet och ytan är 7,24 kvadratkilometer. Det finns inga avrinningsområden uppströms utan avrinningsområdet är högsta punkten. Vattendraget som avvattnar avrinningsområdet har biflödesordning 4, vilket innebär att vattnet flödar genom totalt 4 vattendrag innan det når havet efter 408 kilometer. Avrinningsområdet består mestadels av skog (77 procent). Avrinningsområdet har 0,84 kvadratkilometer vattenytor vilket ger det en sjöprocent på 11,6 procent.